# Saghmossawank
Saghmossawank (armenisch Սաղմոսավանք), auch Saghmosawank, Saghmosavank, Sałmosavank’, „Psalmenkloster“, ist ein ehemaliges Kloster der Armenisch-Apostolischen Kirche in der nordarmenischen Provinz Aragazotn nördlich von Jerewan. Die Hauptkirche wurde Anfang des 13. Jahrhunderts zusammen mit den benachbarten Klöstern Howhannawank und Tegher im Auftrag der herrschenden Fürstenfamilie Vachutian erbaut. Das heutige Dorf in der Umgebung der erhaltenen Kirchengebäude trägt den vom Kloster abgeleiteten Namen Saghmossawan.

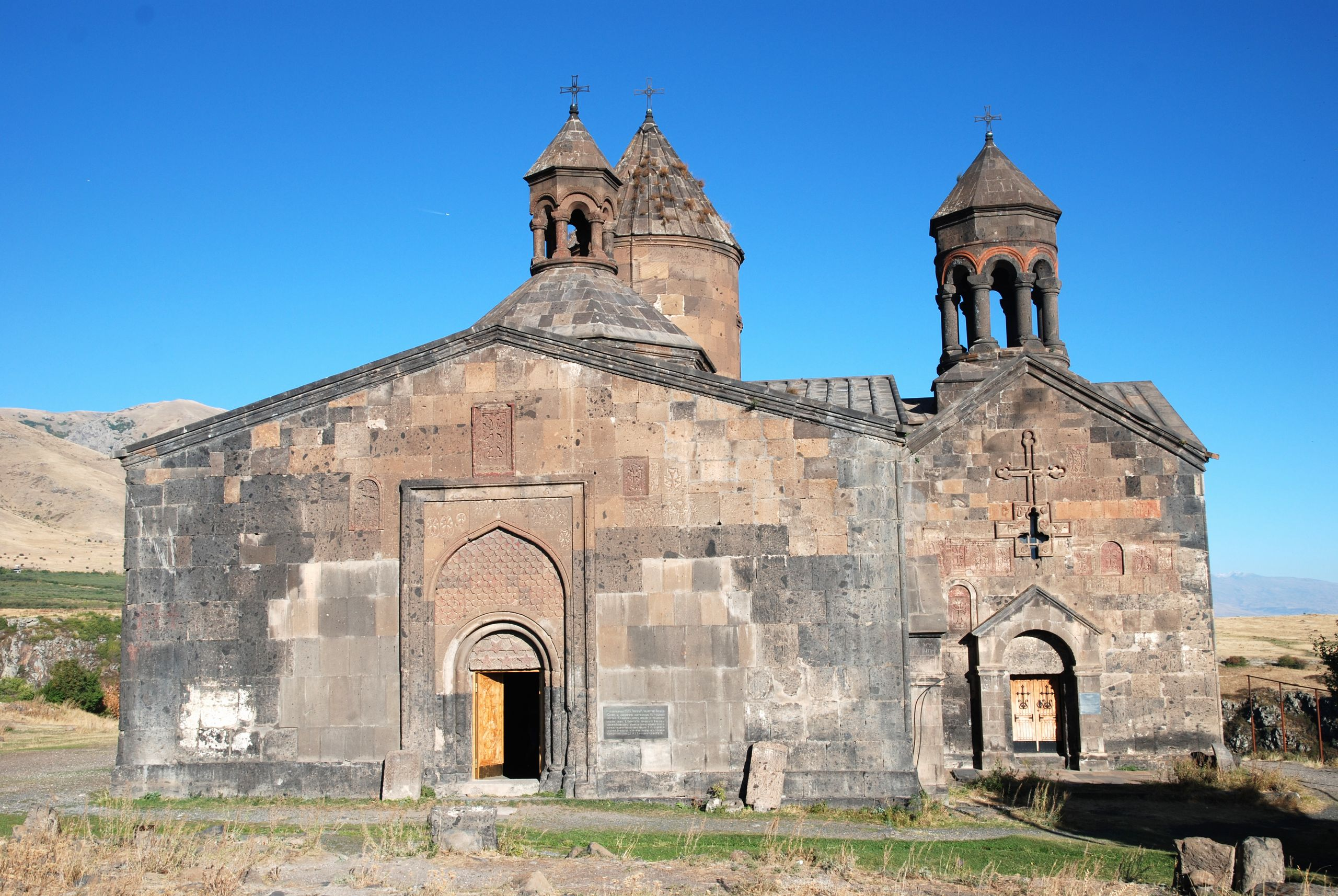
Westseite. Links der Gawit mit dem Haupteingang, dahinter die Sionskirche, rechts die Bibliothek.

## Lage
Koordinaten: 40° 22′ 49,9″ N, 44° 23′ 48″ O
Saghmossawank liegt auf einer Höhe von 1610 Metern auf einer Hochebene im Südosten des 4090 Meter hohen Vulkanberges Aragaz am Westrand der tief eingeschnittenen Schlucht des Kassagh, der aus dem zwölf Kilometer nördlich aufgestauten Aparan-See nach Süden fließt und über den Mezamor schließlich in der Aras mündet. Auf der Ostseite der Schlucht erhebt sich der breite zerklüftete Ara (Ara lehr) mit 2575 Metern Höhe, der ebenfalls vulkanischen Ursprungs ist und an dessen Nordhang Reste von Eichen- und Ahornwäldern überleben. Die noch im Mittelalter bewaldete Ebene ist heute überwiegend mit Gras bewachsen und wird als Weideland genutzt. Um Saghmossawank gedeihen in ausgedehnten Plantagen Äpfel.
Die Schnellstraße M3 umgeht die Dörfer nördlich von Aschtarak auf ihrer Westseite und führt zunächst entlang der Kassagh-Schlucht nach Aparan und bis Spitak im Norden des Landes. Parallel dazu verbindet eine Ortsdurchfahrtsstraße Aschtarak mit dem zwei Kilometer entfernten Vorort Mughni und führt weiter durch Karbi, Ohanavan – fünf Kilometer von Mughni, mit dem Kloster Howhannawank – und nach weiteren fünf Kilometern durch Artaschawan, wo eine kurze Fahrstraße zu den Klosterkirchen von Saghmossawan abzweigt, die im hinteren Bereich der landwirtschaftlichen Siedlung direkt am Rand der Schlucht liegen. 
Bei der Volkszählung des Jahres 2001 wurde die offizielle Einwohnerzahl von Saghmossawan mit 198 angegeben. In der amtlichen Statistik für Januar 2012 sind es 220 Einwohner.

## Geschichte

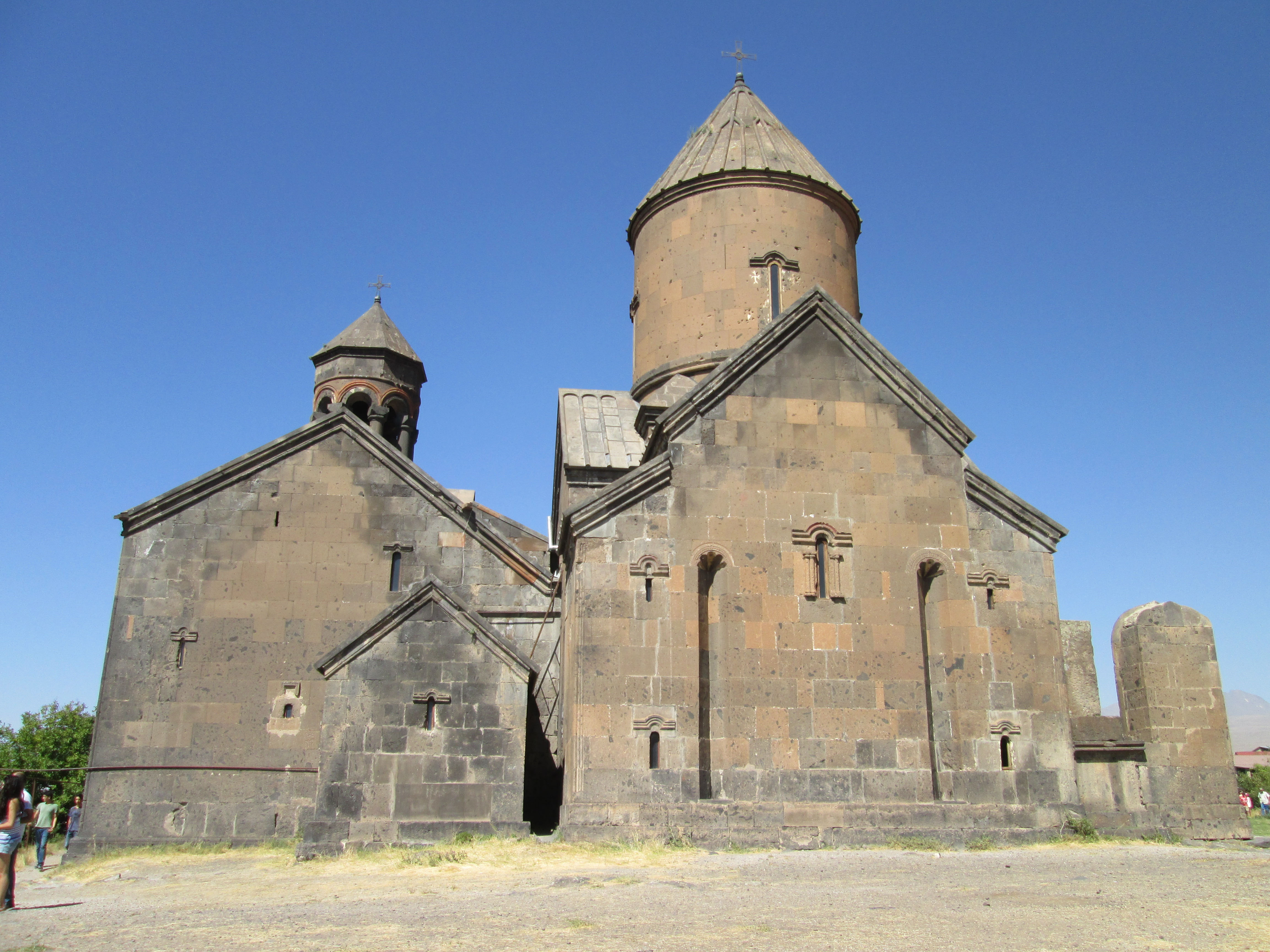
Ostseite. Rechts die Sionskirche, links die Bibliothek, davor die niedrige Kapelle mit Satteldach.

In der zweiten Hälfte des 9. Jahrhunderts begann nach dem Ende der arabischen Herrschaft unter dem autonom regierenden Königshaus der Bagratiden die zweite Phase der armenischen Baukunst. Ab dem 10. Jahrhundert gründeten regionale Fürsten in ihrem Einflussbereich Klöster. Es ist unbekannt, ob vor dem 1215 begonnenen und 1221 fertiggestellten Bau der Hauptkirche ein Kloster bestand. Um 1215 kaufte Fürst Vacheh der armenischen Vachutian-Dynastie die Region und übernahm damit auch die am Hang des Aragaz gelegene Festung Amberd und unterhalb die Festung von Kosch. Vacheh Vachutian und seine Frau Mama Khatun sind als Stifter von Saghmossawank, Hovhannavank (Hauptkirche 1216–1221) und Tegher bekannt. Im Gawit des zwischen 1213 und 1232 erbauten Klosters Tegher wurden der Fürst und seine Frau beigesetzt. Der im Westen vor der Kirche von Saghmossawank angebaute Gawit entstand kurz nach 1215. Der Sohn und Nachfolger des Fürstenpaares, K’urd, beauftragte 1255 den Bau einer Bibliothek.
Bei einer Reihe von Einfällen turkisch-mongolischer Völker im 13. und 14. Jahrhundert wurde das Kloster in Mitleidenschaft gezogen. Ende des 14. Jahrhunderts fiel die Region an den zentralasiatischen Eroberer Timur Lenk und das Kloster wurde verlassen. Kriege zwischen den Großmächten, den Osmanen und den persischen Safawiden in den beiden folgenden Jahrhunderten führten zu Zerstörungen und Hungersnöten in ganz Armenien. Erst im 17. Jahrhundert stabilisierte sich unter der persischen Oberherrschaft die politische und wirtschaftliche Lage, sodass Klöster wiederaufgebaut oder restauriert werden konnten.
1679 und 1827 richteten Erdbeben schwere Schäden an, restauriert wurde das Kloster im 17. Jahrhundert unter Bischof Yovhannes und 1890 unter Katholikos Khrimean Hayrik (1820–1907). Nach Schäden durch das schwere Erdbeben von 1988 wurden die Gebäude bis zum Jahr 2000 restauriert.

## Klosteranlage
Die ersten Klöster des 10. Jahrhunderts bestanden aus einer relativ kleinen Kreuzkuppelkirche mit rechteckig umschließenden Außenwänden im Zentrum, gelegentlich traten Kuppelhallen (wie in Marmaschen im 11. Jahrhundert) an deren Stelle. Die Sakralgebäude lagen innerhalb einer Umfassungsmauer, entlang der sich Mönchsunterkünfte und Nebenräume reihten. Ab der Mitte des 11. Jahrhunderts wurden die Hauptkirchen mit anderen sakralen Räumen – vorgebauten Gawiten und seitlich angebauten Kapellen – zu einem komplexen Gebäudeensemble erweitert.

### Sionskirche
Das in Saghmossawank erhaltene Ensemble besteht aus der Sionskirche (Surb Sion), einem im Westen vorgelagerten, weit größeren Gawit, einer an die Südwand des Gawits und der Kirche angrenzenden Bibliothek, vor deren Ostseite als vierter Gebäudeteil Mitte des 13. Jahrhunderts eine Kapelle angebaut wurde. Die Sionskirche gehört zum Typus der rechteckig ummantelten Kreuzkuppelkirchen mit Monokonchos, deren halbrunde erhöhte Altarapsis im Osten einem querrechteckigen Kirchenraum im Westen gegenübersteht. Hinzu kommen zwei schmale Seitenschiffe im Norden und Süden, von denen ein Durchgang zu den beiden seitlich der Altarapsis gelegenen zweigeschossigen Nebenräumen führt. Diese und die westlichen Nebenräume, die vom Westarm zugänglich sind, besitzen kleine runde Apsiden. Zu deren oberen Nebenräumen führen schmale Steintreppen, die aus den Wänden ragen. 
Die ummantelten Kreuzkuppelkirchen sind eine Erweiterung der seit dem 7. Jahrhundert erhaltenen kleinen Kirchen, deren kreuzförmiger Grundplan sich wie bei Lmbatavank oder der Kamrawor-Kirche von Aschtarak (beide 7. Jahrhundert) an der Außenseite abzeichnet. Eine als teilummantelt bezeichnete Zwischenstufe besitzt nur an der Ostseite Nebenräume (Stephanuskirche von Kosch und Pemzaschen). Die zentrale Vierung wird von den inneren Wandecken gebildet, die durch Gurtbögen miteinander verbunden sind. Darüber erhebt sich der außen und innen kreisförmige Tambour, dessen die Kuppel bekrönendes Kegeldach die Gesamtanlage dominiert. Die Außenwände im Osten und Westen werden durch jeweils zwei senkrechte Dreiecksnischen gegliedert, ansonsten ist das Gebäude praktisch schmucklos. Der Bautyp entspricht im Wesentlichen der Hauptkirche von Hovhannawank.

### Gawit

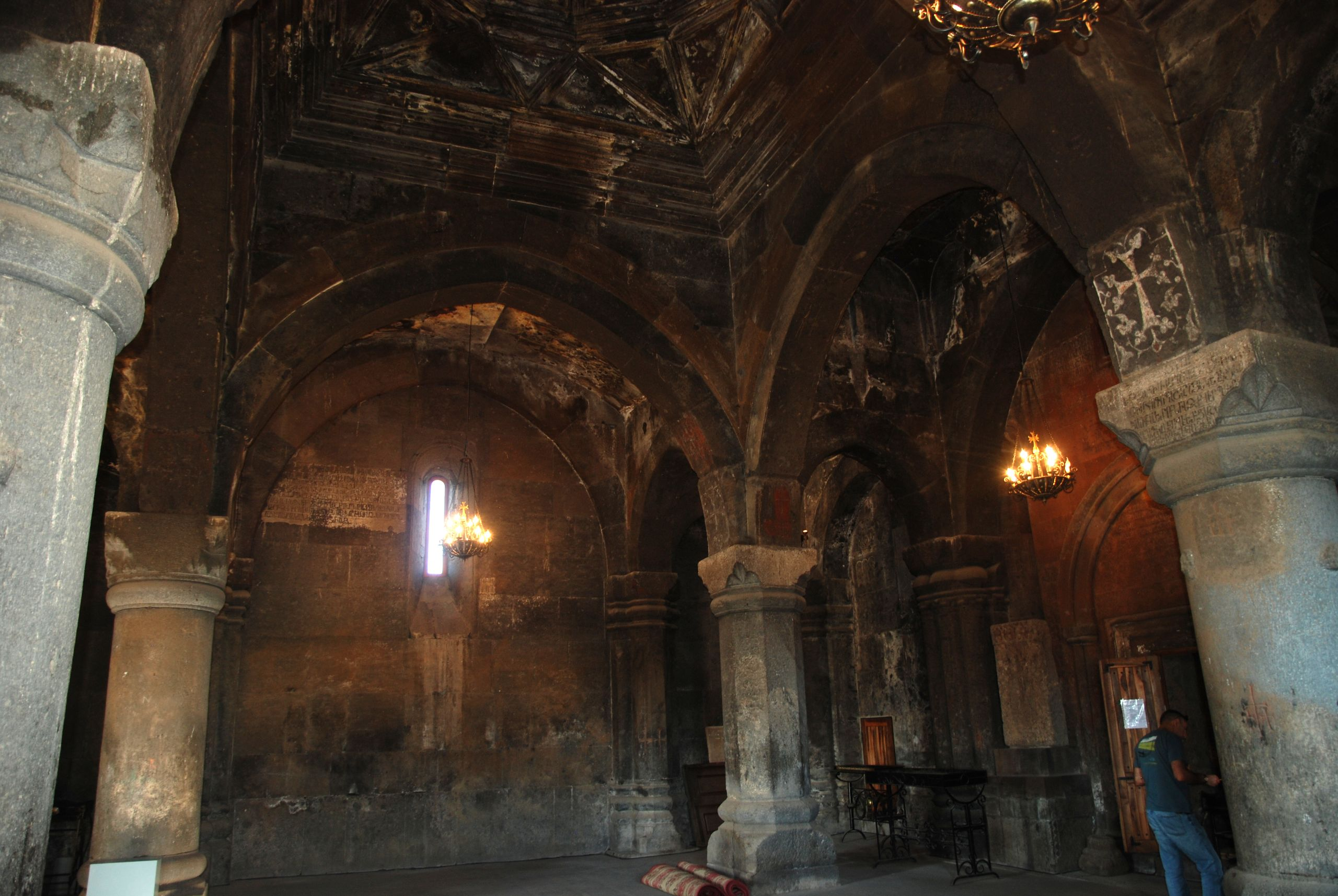
Vier zentrale Säulen im Gawit, rechts der Eingang zur Kirche

Dies gilt auch für den quadratischen Gawit, der außen 13 × 13,5 Meter misst und dem häufigsten Typ A 1 entspricht, dessen mittleres Deckenquadrat auf vier massiven freistehenden Säulen ruht. Rundbögen nach allen Seiten verbinden die Säulen mit Pilastern an den Außenwänden. Der Gawit ist niedriger, aber breiter als die Sionskirche. Gegenüber den unterschiedlichen Kreuzgrat- und Tonnengewölben der äußeren Deckenfelder wird das mittlere Feld durch eine zwölfeckige Pyramidenkuppel hervorgehoben, deren mittlere Öffnung (jerdik) von einer Laterne überragt wird. In dem durch die Deckenöffnung und Fensterschlitze in der Nord- und Südwand nur schwach erhellten Raum sind die Vierpassornamente an elf der zwölf Pyramidenflächen und das Kreuzrelief an einer Deckenfläche kaum erkennbar.
Das herausragendste Gestaltungselement an der Außenseite des Gawits ist das Westportal, das von einem dreifachen Rahmen umgeben wird. Innerhalb einer weit überhöhten rechteckigen Einfassung befindet sich ein kielbogenförmiges Rundprofil, das ein aus rautenförmigen Flächen gebildetes Feld über dem inneren Rundbogen einfasst. Der aus zwei dicken Wülsten zusammengesetzte Rundbogen umgibt ein Tympanonfeld, dessen Gestaltung an eine Marketerie erinnert und aus hervortretenden fünfeckigen Sternen besteht. Der heutige Zustand des Portals stammt von der 1890 erfolgten Restaurierung.

### Bibliothek und Kapelle

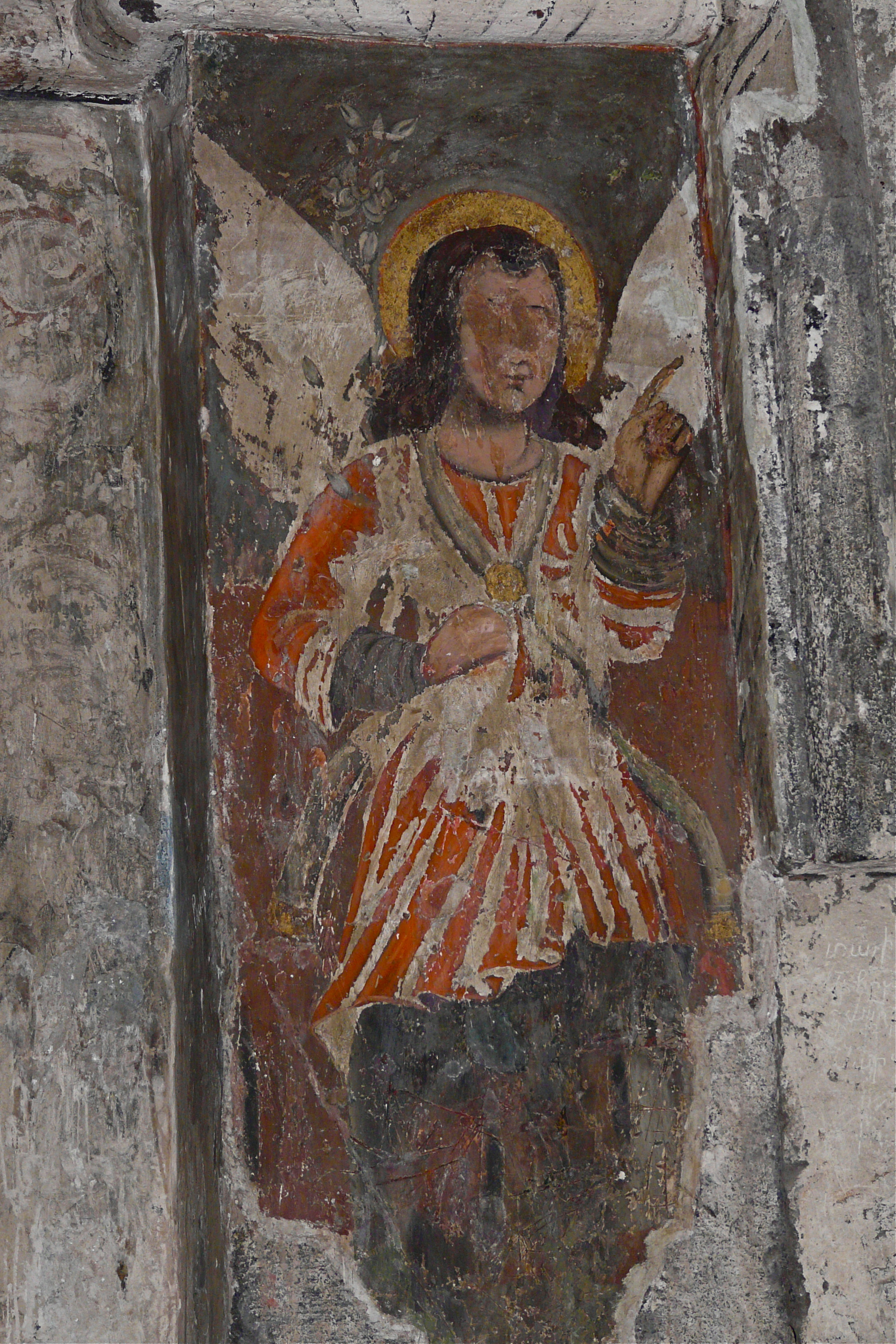
Wandmalerei in der Bibliothek

Die Bibliothek (matenadaran) fügt sich mit ihrem L-förmigen Grundriss an die Südwände der Hauptgebäude. Die 1255 datierte Bauinschrift beginnt mit „Ich, K’urd, und meine Gemahlin Xorišah [Khorishah] erbauten diese Bibliothek und ließen eine Kapelle im Namen unserer Tochter errichten...“ Auf die angebaute, der Muttergottes (Surb Astvatsatsin) geweihte Kapelle bezieht sich eine zweite Inschrift anlässlich der Restaurierung von 1669.
Die Struktur des Gebäudes ist ungewöhnlich und komplex, ihre Deckenkonstruktion entspricht etwa der Rippenbogendecke eines Gawits vom Typ B 1. Zwei Bögen überspannen in Längsrichtung den Raum und unterteilen ihn in zwei schmale Seitenschiffe und ein breiteres Mittelschiff, das im Osten in einer runden Apsis endet. Hinzu kommen zwei aus der Mitte nach Westen verschobene Querbögen, welche das Grundquadrat für eine Pyramidenkuppel bilden, deren Deckenöffnung von einer oktogonalen Laterne mit Pyramidendach überragt wird. Die beiden seitlichen Deckenfelder sind mit Fischgratmustern, Sternen und Achtecken in roter und weißer Farbe bemalt. Ein weiteres Deckenfeld ist mit einem plastisch hervortretenden Stern verziert. An den Innenwänden kommen geometrische Muster aus Dreiecken und Oktogonen vor, die gewölbte Decke über der Apsis ist mit einem Strahlenkreis ausgefüllt. Eine Besonderheit stellt ein zweigeschossiger, an die Apsis grenzender Nebenraum in der Südostecke dar. Von dem sich nach Norden bis zur Kirchenwand erweiternden Raumteil führt eine Tür zur Südostecke des Gawits und gegenüber eine zweite Tür zur Kapelle, die aus einem etwa quadratischen Raum mit östlicher Rundapsis besteht. 
Der Zugang zur Bibliothek erfolgt von der Westseite durch eine Tür, die durch einen Vorbau mit Giebeldach betont wird. Am Westgiebel befindet sich unter einem Kreuz im Hochrelief ein Fenster, dessen Umriss ein weiteres Kreuz formt. Mehrere flach in die Wand eingravierte Reliefkreuze sind Erinnerungen an ihre Stifter. Die Bibliothek diente nicht nur zur Aufbewahrung der Handschriften, sondern war zugleich auch die Schatzkammer des Klosters.
Von den einstigen Nebengebäuden sind in der näheren Umgebung noch Fundamentreste übrig geblieben. Das Kloster war einst von einer Mauer aus mächtigen Steinblöcken umgeben, die von einer nahegelegenen eisenzeitlichen Festung stammen. Einige Chatschkare aus dem 14. und 15. Jahrhundert sind nördlich der Gebäude aufgestellt. Ein großer Chatschkar von 1309 steht an der Nordostecke der Kirche, ein anderer unweit von diesem trägt das Datum 1421. Ein schwarzer Stein wird für Tieropfer (matagh) verwendet, um Bittgebete in Erfüllung gehen  zu lassen.